# Mario Visconti
Mario Visconti (Iquique, 14 ottobre 1907 – Genova, 1972) è stato uno schermidore italiano, specializzato nella spada. Ha vinto due medaglie d'oro ai Campionati mondiali di scherma.

## Palmarès

### Risultati élite
In carriera ha ottenuto i seguenti risultati:
Mondiali
Individuale
A squadre
- Oro nella spada a Budapest 1933
- Oro nella spada a Parigi 1937

Campionati italiani
Individuale
- Oro nella spada nel 1937

A squadre